# I remember (Je me souviens)
Pour les articles homonymes, voir Je me souviens (homonymie).
I remember (Je me souviens) est une autobiographie de Joe Brainard (1941-1994).
Autobiographie éclatée d'un artiste gay sous forme de souvenirs disparates, ce travail d'écriture reflète également des aspects de la vie quotidienne aux États-Unis dans les années 1950. Tous ces fragments commencent par I remember, leitmotiv qui inspirera la série des Je me souviens de Georges Perec.
C'est en 1970 que Joe Brainard publia ses premiers I Remember en 1970, puis I Remember More en 1972, et More I Remember More en 1973. En 1975 paraissait un volume des I Remember révisés et reclassés.